# Suhana Khan
Suhana Khan (Mumbai, 22 mei 2000) is een Indiaas actrice die voornamelijk in Hindi-films speelt. Ze is de dochter van acteur Shah Rukh Khan. Ze speelde een van de hoofdrollen in de Netflix-film The Archies (2023).

## Filmografie
| Jaar | Film                  | Rol            | Opmerking                              |
| ---- | --------------------- | -------------- | -------------------------------------- |
| 2019 | The Grey Part of Blue | Sandy          | korte film                             |
| 2023 | The Archies           | Veronica Lodge | ook zangeres nummer "Jab Tum Na Theen" |